# L・Q・ジョーンズ
L・Q・ジョーンズ（L.Q. Jones, 1927年8月19日 - 2022年7月9日）は、アメリカ合衆国の俳優。西部劇に多く出演。また、サム・ペキンパー作品の常連。

## 略歴
テキサス州ボーモン出身。1955年に映画デビュー。脚本・監督・製作の『少年と犬』でヒューゴー賞映像部門を受賞。

## 主な出演作品
- サンチャゴ Santiago (1956)
- 裸者と死者 The Naked and the Dead (1958)
- 燃える平原児 Flaming Star (1960)
- 昼下りの決斗 Ride the High Country (1962)
- ダンディー少佐 Major Dundee (1965)
- ワイルドバンチ The Wild Bunch (1969)
- 砂漠の流れ者 The Ballad of Cable Hogue (1970)
- 西部二人組 Alias Smith and Jones (1971)
- ビリー・ザ・キッド/21才の生涯 Pat Garrett & Billy the Kid (1973)
- 爆走トラック'76 White Line Fever (1975)
- 走れ走れ!救急車 Mother, Jugs & Speed (1976)
- 戦慄!呪われた夜 The Beast Within (1982)
- テキサスSWAT Lone Wolf McQuade (1983)
- サンダーブラスト 地上最強の戦車 Bulletproof (1988)
- デス・リバー/失なわれた帝国 River of Death (1989)
- カジノ Casino (1995)
- ザ・ワイルド The Edge (1997)
- 沈黙の陰謀 The Patriot (1998)
- マスク・オブ・ゾロ The Mask of Zorro  (1998)
- 今宵、フィッツジェラルド劇場で A Prairie Home Companion (2006)

## その他の作品
- 少年と犬 A BOY AND HIS DOG  (1975) 脚本・監督・製作